# Kia Avella
Kia Avella – samochód osobowy typu klasy miejskiej produkowany pod południowokoreańską marką Kia w latach 1994 – 1999.

## Historia i opis modelu

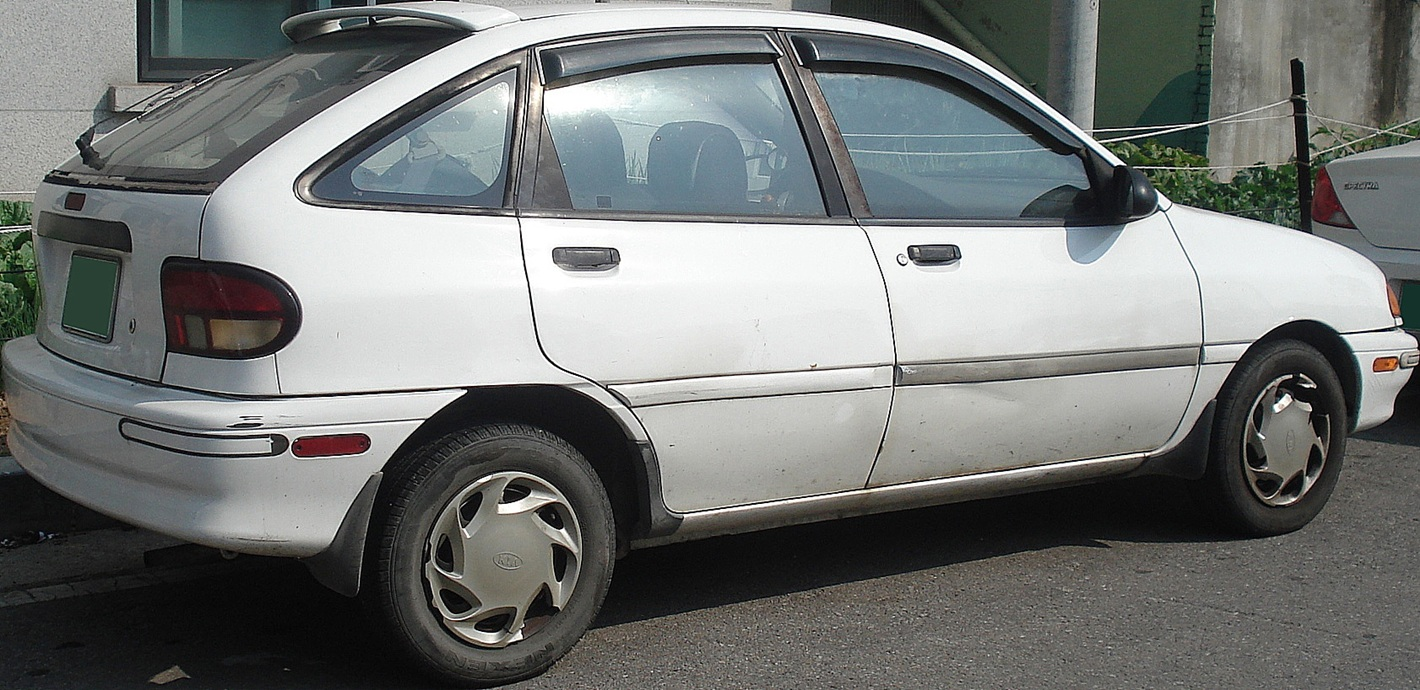
Kia Avella - tył

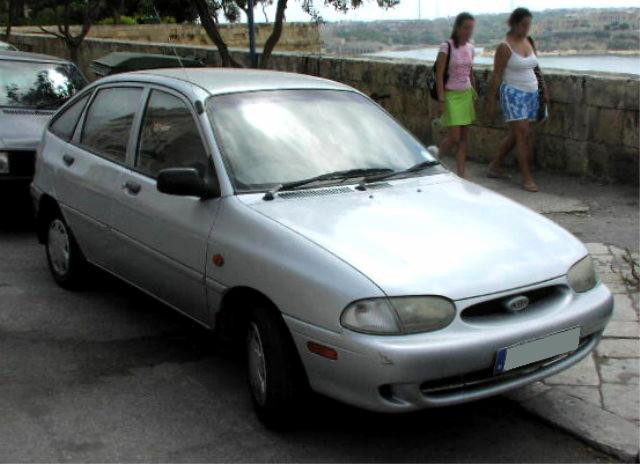
Kia Avella po liftingu

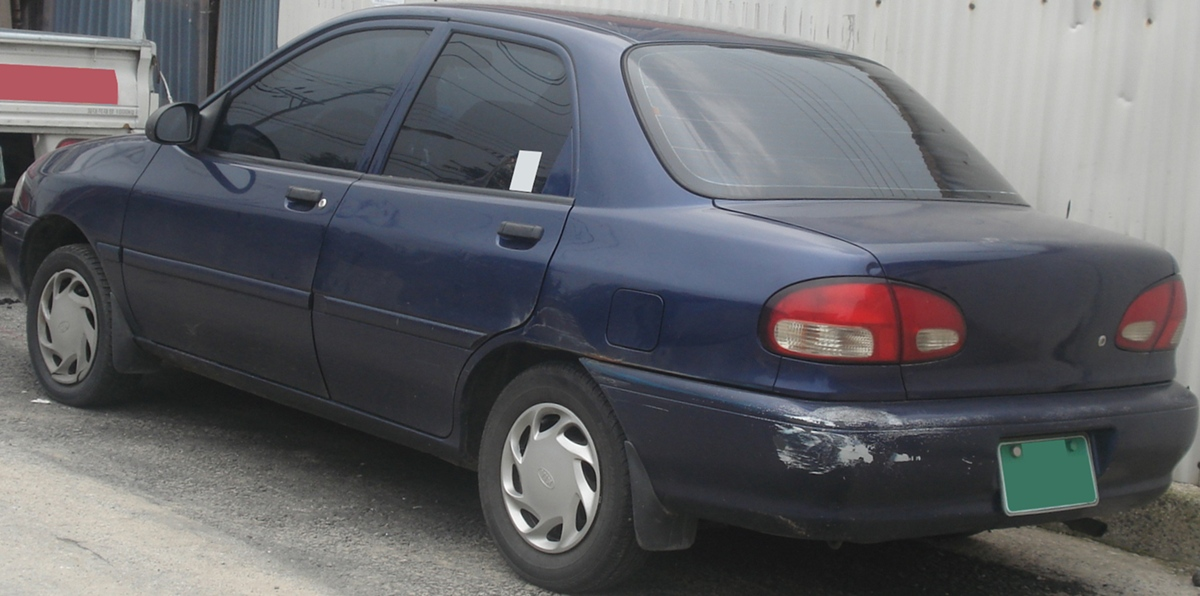
Kia Delta

Konstruując następcę modelu Pride, Kia zdecydowała się kontynuować współpracę z amerykańskim Fordem. 
Nowy, miejski pojazd Avella powstał równolegle z bliźniaczym Fordem Festivą/Aspire, podobnie jak on charakteryzując się oryginalną sylwetką z ostro ściętą krawędzią dachu i położoną pod kątem tylną szybą, którą opcjonalnie zdobił dodatkowy spojler. W stosunku do poprzednika pojazd wyróżniał się bogatszym wyposażeniem standardowym na czele z klimatyzacją, systemem ABS czy poduszką powietrza kierowcy
Głównym rynkiem zbytu dla Kii Avelli była lokalna Korea Południowa. Ponadto, samochód był sprzedawany także na wyselekcjonowane rynki eksportowe jak m.in. Ameryka Południowa, Azja Wschodnia czy Malta

### Delta
Poza hatchbackiem, gama nadwoziowa subkompaktowego modelu Kii była tworzona także przez 4-drzwiowego sedana o nazwie Kia Delta. Charakteryzowała się ona wyraźnie zarysowaną bryłą bagażnika z dwuczęściowymi lampami.

### Lifting
W 1996 roku Kia Avella przeszła obszerną restylizację nadwozia, która podobnie jak w bliźniaczym modelu Forda, zyskała przestylizowany pas przedni. Pojawił się większy wlot powietrza i zmodyfikowane zderzaki, a także zaokrąglone reflektory i inne wkłady lamp tylnych.
Zmodernizowana Avella była produkowana do 2000 roku, po czym jej miejsce w gamie zajął zupełnie nowy, samodzielnie opracowany model Rio przeznaczony do sprzedaży na rynkach globalnych.

### Silniki
- L4 1.3l SOHC
- L4 1.5l DOHC